# Ivan Sabljak
Ivan Sabljak (Rakovica, 1919. június 21. – Jasenovaci koncentrációs tábor, 1944. október) a nemzeti felszabadító háború résztvevője, Jugoszlávia nemzeti hőse.

## Élete és pályafutása
1919. június 21-én született a Károlyváros melletti Rakovicán. Szakmáját tekintve cipész volt. Zágrábban élt, ahol 1938-ban csatlakozott az Egyesült Szakszervezeti Szövetséghez. Politikai munkásságával hamarosan kitűnt a dolgozó ifjúság körében. 1940-ben felvették a Jugoszláv Kommunista Pártba. Párttagként kibővítette politikai munkáját az ifjúság felé, és szorgalmazta a munkás-parasztifjúság együttműködését. A megszállás és a Független Horvát Állam megalakulása után a megszállt Zágrábban az ifjúsági sztrájkcsoportok akcióinak egyik fő szervezője volt. Ekkor beválasztották a Jugoszláv Kommunista Ifjúsági Szövetség (SKOJ) zágrábi helyi bizottságába is. Usztasa ügynökök felismerték az utcán, 1941. augusztus 5-én letartóztatták, majd nem sokkal ezután a jasenovaci koncentrációs táborba internálták. A táborban tovább foglalkozott az ifjúsággal, igyekezett megszervezni az internált fiatalokat. 1942 januárjában az ógradiskai táborba helyezték át, ahol a tábor pártvezetésének titkárává választották. A foglyok körében végzett politikai tevékenysége miatt többször volt magánzárkában.
Ivan Sabljak, aki egy usztasának dolgozott néhány, a táboron kívülre munkára küldött rabon keresztül kapcsolatot létesített a Kozarac partizán osztaggal. A tervek szerint az osztag megtámadta volna a tábort és kiszabadította volna a fogvatartottakat. Ebben a kommunista raboknak is segíteniük kellett volna. Erre az akcióra Ivan Sabljak készítette fel őket, megszervezve a táborban a fegyverek ellopását az usztasáktól. A fogvatartottak az akciót 1944 nyarára tervezték, de az usztasa felügyelőszolgálatnak sikerült felfedeznie a cselekvési tervet. Hamar rájöttek, hogy a szökési kísérlet főszervezője Ivan Sabljak volt. Magánzárkába vetették, de a kínzások ellenére sem árulta el az akció többi szervezőjét. Amikor látták, hogy semmit nem tudnak kiszedni belőle, 1944 októberében egyik este elvitték kivégzésre. Ivan Sabljak itt is megpróbálta kihasználni az utolsó lehetőséget a szökésre, menekülni kezdett, de az usztasák megölték.

## Emlékezete
Sabljakot Josip Broz Titonak, a Jugoszláv Szövetségi Népköztársaság elnökének 1953. július 24-i döntésével nemzeti hősnek nyilvánították.

## Fordítás
Ez a szócikk részben vagy egészben  a(z)   Иван Сабљак című szerb Wikipédia-szócikk ezen változatának fordításán alapul.  Az eredeti cikk szerkesztőit annak laptörténete sorolja fel. Ez a jelzés csupán a megfogalmazás eredetét és a szerzői jogokat jelzi, nem szolgál a cikkben szereplő információk forrásmegjelöléseként.